# Didrepanephorus nishiyamai
Didrepanephorus nishiyamai är en skalbaggsart som beskrevs av Muramoto 2006. Didrepanephorus nishiyamai ingår i släktet Didrepanephorus och familjen Rutelidae. Inga underarter finns listade i Catalogue of Life.